# Bumetopia elongata
Bumetopia elongata là một loài bọ cánh cứng trong họ Cerambycidae.